# پیام صالحی
پیام صالحی (متولد ۲۱ اسفند ۱۳۵۳) خواننده، گیتاریست، آهنگساز، شاعر و ترانه‌سرای اهل ایران است که در سال ۱۳۷۸ همراه با علی پهلوان، گروه آریان را بنیان‌گذاری کرد و تا خداحافظی گروه، به عنوان یکی از اعضای اصلی فعالیت می‌کرد. به تشویق مادر در سن ۱۲ سالگی سنتور را نزد خانم آزیتا حاجیان از شاگردان فرامرز پایور آغاز نمود و در دوران دبیرستان در چندین گروه سنتی اجرای نقش کرد.
او فراگرفتن پیانو و آواز را آغاز نمود و سپس به گیتار روی آورد که آن را به عنوان ساز اصلی خود انتخاب کرد. او یکی از بنیان‌گذاران گروه موسیقی آریان است که خواننده گروه نیز می‌باشد. وی در رشته دکتری دامپزشکی تحصیل کرد و پس از اتمام آن به خدمت سربازی رفت که در گردان آموزشی افسران در کرمانشاه با علی پهلوان آشنا شد و همکاری آن دو آغاز گردید. او اولین بار با گروه آریان به شهرت رسید اما اکنون نوع فعالیت خود را تغییر داده و در موسیقی فعالیت جدی ندارد.

## تشکیل گروه موسیقی آریان
گروه آریان در ابتدا گروه سنتی بود توسط پیام صالحی تشکیل شده بود و پس از شروع فعالیت گروه به پیشنهاد او جهت انتخاب نام آریان به معنی جمعی از دوستان همدل و صمیمی و همچنین مخفف کلمه آریانیان می‌باشد موافقت شد ونام گروه «آریان» شد.
این گروه از سال ۱۹۹۸ میلادی کار خود را آغاز نمود وتا حالا تعداد بسیار زیاد کنسرت در ایران و کشورهای دیگر اجرا کرده‌است.
در سال ۹۳ با انتشار آلبوم خداحافظ پایان کار گروه آریان اعلام شد.

## آلبوم‌ها
۱- گل آفتابگردون (سال ۷۹)
۲- و اما عشق (سال ۸۰)
۳- تا بی‌نهایت (سال ۸۳)
۴- بی‌تو باتو (سال ۸۷)
۵- حس (سال ۱۳۸۸)
۶- خداحافظ (سال ۹۳)
۶- برمیگردم (سال ۹۳)
گروه آریان در نوع خودش اولین گروه تاریخ موسیقی پاپ ایران بود و آلبوم و اما عشق عنوان پروفروش‌ترین آلبوم موسیقی را به دست آورده‌است.
برای شروع گروه متشکل از آواز، گیتار، ویلن و دو خواننده اصلی با لحن و نوایی متفاوت که در پشت این نواها آوازی از خانم‌ها به عنوان همخوان تشکیل شد. علاوه بر این غزل‌ها از بافت مخصوص و عباراتی ساده طراحی شدند تا یک طیف گسترده‌ای از جامعه جذاب کنند.